# قانون الجنسية البرازيلية
قانون الجنسية البرازيلي هو قانون يُحدد الشروط التي يكون الشخص مواطناً برازيليًا بموجبها، ويُعد دستور البرازيل الصادر عام 1988، وبدأ سريانه في الخامس من أكتوبر 1988، هو القانون الرئيسي الذي يحكم متطلبات الجنسية.
يُصبح معظم الأفراد المولودين في البلاد مواطنين تلقائيًا عند الولادة مع وجود استثناءات قليلة، ويُمكن للأجانب أن يتجنسوا بعد مدة إقامة معينة (عادةً أربع سنوات) بعد إثبات إتقان اللغة البرتغالية، وتحقيق متطلبات حسن السير والسلوك.
كانت البرازيل في السابق مستعمرة وجزءًا من مملكة الإمبراطورية البرتغالية، وكان سكانها المحليون من رعايا البرتغال، ويتمتعون بمكانة متميزة عند إقامتهم في البرتغال على الرغم من استقلال البرازيل في عام 1822 وعدم احتفاظ مواطنيها بالجنسية البرتغالية، إذ يحق للبرازيليين المقيمين هناك لمدة لا تقل عن ثلاث سنوات التصويت في الانتخابات البرتغالية وشغل المناصب العامة.
البرازيل هي دولة عضو في ميركوسور، وجميع المواطنين البرازيليين هم مواطنون في ميركوسور، ويتمتعون بتسهيلات في الحصول على حقوق الإقامة في جميع الدول الأعضاء ومعظم الدول المرتبطة بميركوسور.

## عند الولادة
يكتسب أي شخص يولد في البرازيل الجنسية البرازيلية عند الولادة، باستثناء وحيد يتعلّق بأطفال الآباء الذين يخدمون في حكومة أجنبية، مثل الدبلوماسيين الأجانب.
ويستحق الشخص المولود خارج البرازيل لأحد الوالدين البرازيليين الجنسية البرازيلية عند الولادة في الحالات التالية:
- إذا كان الوالد البرازيلي يخدم في الحكومة البرازيلية.
- إذا سُجّل الشخص في أحد مكاتب القنصلية البرازيلية.
- إذا انتقل الشخص لاحقًا إلى البرازيل وأكد جنسيته أمام قاضٍ فيدرالي.

لم يكن التسجيل لدى المكتب القنصلي البرازيلي يمنح الجنسية البرازيلية في الفترة ما بين 1994 و2007، إلا أنه أُعيد تأسيس التسجيل القنصلي في سبتمبر 2007، كوسيلة لاكتساب الجنسية البرازيلية من خلال تعديل دستوري.

## متطلبات الحصول على الجنسية
يمكن للأجانب التقديم للحصول على الجنسية البرازيلية إذا توافرت لديهم الشروط التالية:
- إقامة دائمة في البرازيل لمدة أربع سنوات.
- القدرة على التحدث باللغة البرتغالية.
- عدم وجود سجل جنائي، سواء في البرازيل أو في بلد المنشأ، ما لم يكن أُعيد تأهيله.

وقد يُخفّض شرط الإقامة في ظروف معينة:
- يُطلب عامين فقط من الإقامة لمن قدموا "خدمات ذات أهمية" للبلاد، أو للأشخاص ذوي "القدرات المهنية أو العلمية أو الفنية المتميزة" أو للأشخاص عديمي الجنسية.
- يُطلب عام واحد فقط من الإقامة لمن لديهم زوج أو طفل برازيلي (لا يشمل الأطفال المجنسين مؤقتًا)، أو لمن ينحدرون من بلدان ناطقة باللغة البرتغالية.[6]
- لا يشترط وجود فترة إقامة لمن تزوجوا من دبلوماسي برازيلي لأكثر من خمس سنوات، أو لمن عملوا لأكثر من 10 سنوات في بعثة دبلوماسية برازيلية.

يمكن إثبات القدرة على التواصل باللغة البرتغالية من خلال الحصول على شهادات متنوعة، مثل امتحان شهادة الكفاءة في البرتغالية للأجانب CELPE-Bras، أو إكمال دورة لغة برتغالية للمهاجرين في جامعة برازيلية، أو إكمال التعليم الابتدائي أو الثانوي أو العالي في البرازيل أو في دولة أخرى تتحدث اللغة البرتغالية. ولا يُطلب من الأشخاص الذين عاشوا في البرازيل أكثر من 15 عامًا أو المواطنين من بلدان تتحدث اللغة البرتغالية إثبات قدرتهم على اللغة البرتغالية.
ويُمكن منح الأطفال الذين انتقلوا إلى البرازيل وهم دون سن العاشرة (جنسية مؤقتة)، ويمكنهم طلب الجنسية الدائمة خلال عامين بعد بلوغهم سن الرشد، ويجب عليهم وقتها استيفاء شرط عدم وجود سوابق جنائية أو حصولهم على تأهيل، ولكن لا يُطلب منهم إثبات قدرتهم على التحدث باللغة البرتغالية.

### آلية التقديم
يُقدّم طلب التجنيس عبر الإنترنت، ويتطلّب دفع رسوم على الطلب نفسه، على الرغم من أنه قد يتوجّب دفع رسوم لاستخراج بعض الوثائق المطلوبة، وتتولى الشرطة الفيدرالية المعالجة الأولية للطلب، إذ تقوم بجمع بصمات المتقدّم، وقد تطلب إجراء مقابلة مسجلة أو تقديم وثائق إضافية. يُحال الطلب بعد ذلك إلى وزارة العدل والأمن العام، التي قد تطلب وثائق إضافية، وتنشر قرارها أخيرًا في الجريدة الرسمية، والتي يُمكن الاطلاع عليها عبر الإنترنت. تعدُّ نسخة هذا القرار في حال الموافقة، دليلًا كافيًا للتجنيس للحصول على وثيقة هوية برازيلية أو جواز سفر. ولا تُقام أية مراسم بهذه المناسبة، ولا تُصدر شهادات التجنيس تلقائيًا وذلك منذ تاريخ 21 نوفمبر 2017، ولكن يُمكن للمواطن طلب إصدار واحدة إذا رغب في ذلك. كما لا تطلب البرازيل من المواطنين المجنسين التخلي عن جنسيتهم السابقة وذلك اعتبارًا من مايو 2016.

## الجنسية المزدوجة وفقدان الجنسية البرازيلية
لم تفرض البرازيل أي قيود على الجنسية المزدوجة منذ أكتوبر 2023، وقد تُفقد الجنسية البرازيلية فقط في حالة المواطنين المجنسين الذين أُلغي تجنيسهم بموجب حكم قضائي بسبب تزوير في عملية تجنيسهم، أو بسبب ارتكاب فعل ضد النظام الدستوري والدولة الديمقراطية، أو في حالة الأشخاص الذين يطلبون صراحة التخلّي عن جنسيتهم البرازيلية أمام سلطة برازيلية طالما أن هذا التخلّي لن يجعلهم منعدمي الجنسية.
نص دستور البرازيل لعام 1988 على أن البرازيليين الذين يتجنسون طواعية في دولة أخرى قد يفقدون الجنسية البرازيلية، وعُدّل هذا البند في عام 1994، بموجب تعديل دستوري ينص على أن البرازيليين الذين يحصلون على جنسية أخرى قد يفقدون الجنسية البرازيلية، إلا إذا كانت الجنسية الأخرى مكتسبة بالأصل (بالولادة أو النسب) أو إذا كانت الدولة الأخرى تطلب التجنيس كشرط للإقامة المستمرة فيها، أو لممارسة الحقوق المدنية. استخدمت الحكومة البرازيلية هذا البند لإلغاء الجنسية البرازيلية في حالات قليلة جدًا، مثل أغراض التسليم، إذ إن الدستور البرازيلي يمنع تسليم مواطنيها بالولادة. وأُدخل تعديل دستوري آخر في عام 2023، ألغى إمكانية فقدان الجنسية البرازيلية بسبب اكتساب جنسية أخرى.
ويجوز للأشخاص الذين طلبوا التخلّي عن جنسيتهم البرازيلية، أو فقدوها بسبب اكتساب جنسية أخرى تحت النص الدستوري السابق، أن يطلبوا استعادة الجنسية البرازيلية. لم تعد البرازيل منذ مايو 2016، تطلب من المواطنين المجنسين التخلي عن جنسيتهم السابقة.
يُسمح للبرازيليين الذين يمتلكون جنسية أخرى بالدخول إلى البرازيل والخروج منها باستخدام جواز سفر الدولة الأخرى، ويُسمح لهم بالدخول كمواطنين برازيليين دون قيود إذا قدموا أيضًا بطاقة هوية برازيلية، وإذا لم يقدموا بطاقة الهوية، يجري التعامل معهم كزائرين من جنسيتهم الأخرى، ويُسمح لهم بالإقامة للمدة المحددة المعتادة للزوار، والتي تعتمد على سياسات التأشيرات البرازيلية تجاه الدولة الأخرى. تصدر البرازيل تأشيرات لمواطنيها ذوي الجنسية المزدوجة في ظروف استثنائية فقط، كالعاملين في وظائف حكومية أجنبية تمنع استخدام جواز السفر البرازيلي.

## الحقوق والواجبات

### الخدمة العسكرية
يخضع المواطنون البرازيليون من الذكور للالتزام بالخدمة العسكرية مدة 12 شهرًا، ما لم يعاني المواطن من حالة بدنية أو نفسية تمنعه من الخدمة، أو إذا اختار عدم الخدمة ووجدت القوات المسلحة عددًا كافيًا من المتطوعين لدعم احتياجاتها. لذلك يحصل حوالي 95% من المسجلين على إعفاء على الرغم من إلزامية التسجيل في الخدمة العسكرية. كما يُطلب من المواطنين الذكور الذين تتراوح أعمارهم بين 18 و45 عامًا تقديم شهادة تسجيل عسكرية عند التقدم للحصول على جواز سفر برازيلي.

### التصويت
يُسمح للمواطنين الذين تجاوزوا سن السادسة عشرة بالتصويت، ويُصبح التصويت إلزاميًا للمواطنين المتعلمين الذين تتراوح أعمارهم بين 18 و70 عامًا، باستثناء المجندين، فلا يُسمح لهم بالتصويت أثناء فترة خدمتهم العسكرية الإلزامية. ويجب على الأشخاص المطالبين بالتصويت ولكن لا يشاركون في الانتخابات ولا يقدمون مبررًا مقبولًا لذلك، مثل كونهم خارج منطقتهم الانتخابية في ذلك الوقت دفع غرامة تكون عادة 3.51 ريال برازيلي، ومن الممكن إعفائهم منها أو تخفيضها أو زيادتها حتى 35.13 ريال برازيلي في بعض الحالات. كما يُطلب من المواطنين الذين تتراوح أعمارهم بين 18 و70 عامًا تقديم دليل على الالتزام بالتصويت (من خلال إثبات التصويت، أو تبرير الغياب، أو دفع الغرامة) عند التقدم بطلب للحصول على جواز سفر برازيلي.

### المواطنون المجنسون
يُجري الدستور البرازيلي تمييزًا بين المواطنين البرازيليين الأصليين والمتجنسين في عدة مواضع. يحق للمواطنبن الأصليين فقط أن يشغلوا مناصب مثل رئيس الجمهورية أو نائب الرئيس، أو رئيس مجلس النواب، أو رئيس مجلس الشيوخ، أو عضوية المحكمة الفدرالية العليا، أو العمل كدبلوماسيين، أو ضباط في القوات المسلحة، أو وزارة الدفاع، أو عضوية مجلس الجمهورية. أما المواطنون المتجنسون فيمكن تسليمهم لدول أخرى (لكن فقط بتهم تتعلق بجرائم عامة ارتُكبت قبل التجنيس أو بتهريب المخدرات قبل أو بعد التجنيس)، ويمكن أن يفقدوا الجنسية البرازيلية إذا أُدينوا بالتزوير في عملية التجنيس أو بارتكاب فعل "يناهض النظام الدستوري والدولة الديمقراطية". كما يحصر الدستور ملكية وإدارة شركات الصحافة والبث التلفزيوني بالمواطنين الأصليين أو الذين مضى على تجنيسهم أكثر من 10 سنوات. بخلاف الحالات المذكورة في الدستور، لا يمكن لأي قانون أن يفرق بين المواطنين الأصليين والمتجنسين.
اُنتخب العديد من المواطنين المجنسين في البرازيل لشغل مناصب عامة، بما في ذلك مجالس البلدية، ورؤساء البلديات، ونواب الولايات والحكومة الفيدرالية، ومحافظ الولاية. كما عُيّن بعض المواطنين المجنسين في المحكمة العليا للعدل وفي وزارات مختلفة.

### المواطنون البرتغاليون
يمكن لمواطني البرتغال الذين يقيمون إقامة دائمة في البرازيل أن يطلبوا الحصول على حقوق مدنية متساوية بموجب معاهدة، ويمكنهم أيضًا طلب الحقوق السياسية بعد ثلاث سنوات من الإقامة، مثل التصويت والترشّح للانتخابات، كما لو كانوا مواطنين متجنسين في البرازيل. ويؤدي في هذه الحالة ممارسة الحقوق السياسية في البرازيل بموجب المعاهدة إلى تعليق حقوقهم المكافئة في البرتغال، على الرغم من أنهم يظلون مواطنين برتغاليين. وعلى النقيض من التجنيس، فإن المساواة في الحقوق بموجب هذه المعاهدة لا تشمل الحق في الحصول على جواز سفر برازيلي.

### السفر بدون تأشيرة

متطلبات التأشيرة للمواطنين البرازيليين

متطلبات التأشيرة للمواطنين البرازيليين هي قيود دخول إدارية تفرضها سلطات الدول الأخرى على مواطني البرازيل، وكان للمواطنين البرازيليين حتى عام 2023، إمكانية الدخول بدون تأشيرة أو بتأشيرة عند الوصول إلى 169 دولة وإقليمًا، مما يضع جواز السفر البرازيلي في المرتبة العشرين من حيث حرية السفر وفقًا لمؤشر هينلي لجوازات السفر.

### فهرس
- Bethell، Leslie (1989). Brazil: Empire and Republic, 1822-1930. Cambridge, Cambridgeshire: مطبعة جامعة كامبريدج. ISBN:978-0-521-36837-7. مؤرشف من الأصل في 2025-07-03.
- Braganza، Pedro I de (2019). Constitution of the Empire of Brazil. Philadelphia, Pennsylvania: Dalcassian Publishing Company. ISBN:978-1-07-873664-0. مؤرشف من الأصل في 2025-07-03.
- Griscom، Lloyd Carpenter (1906). "Brazil". في Root، Elihu (المحرر). Citizenship of the United States, Expatriation, and Protection Abroad. Washington, D.C.: U.S. Government Printing Office. ص. 288–290. OCLC:681905398.
- Hahner، June E. (1980). "Feminism, Women's Rights, and the Suffrage Movement in Brazil, 1850-1932". Latin American Research Review. Pittsburgh, Pennsylvania: Latin American Studies Association. ج. 15 ع. 1: 65–111. ISSN:0023-8791. JSTOR:2503094. OCLC:938292133. مؤرشف من الأصل في 2025-07-03. اطلع عليه بتاريخ 2020-12-29.
- Jerónimo، Patrícia (يناير 2016). "Report on Citizenship Law: Brazil" (PDF). cadmus.eui.eu. Badia Fiesolana: معهد الجامعة الأوروبية[الإنجليزية]. مؤرشف (PDF) من الأصل في 2016-10-20. اطلع عليه بتاريخ 2020-12-30.
- Martinez Paz, E. (Aug 1916). "El Código Civil Brasileño" [The Civil Code of Brazil]. Revista de la Universidad Nacional de Córdoba (بالإسبانية). Córdoba, Argentina: Universidad Nacional de Córdoba. 3 (6): 176–202. ISSN:0370-7687. Archived from the original on 2020-12-29. Retrieved 2020-12-29.
- Salgado, Eneida Desiree; Guimarães, Guilherme Athaides; Monte-Alto, Eric Vinicius Lopes Costa (Dec 2015). "Cotas de Gênero na Política: Entre a História, as Urnas e o Parlamento" [Gender Quotas in Politics: Between History, Ballot Boxes and Parliament]. Gênero & Direito (بالبرتغالية). João Pessoa, Paraíba: Universidade Federal da Paraíba. 4 (3): 156–182. DOI:10.18351/2179-7137/ged.2015n3p156-182. ISSN:2179-7137. OCLC:5954548519. Archived from the original on 2025-03-27. Retrieved 2020-12-29.
- Schwarz, Tobias (2012). "Políticas de inmigración en América Latina: el extranjero indeseable en las normas nacionales, de la Independencia hasta los años de 1930" [Immigration Policies in Latin America: The Undesirable Foreigner in National Norms, from Independence to the 1930s] (PDF). Procesos (بالإسبانية). Quito: Universidad Andina Simón Bolívar. 36: 39–72. ISSN:1390-0099. OCLC:8056258725. Archived (PDF) from the original on 2021-02-12. Retrieved 2021-02-12.
- Stevens، Doris (28 نوفمبر 1933). "Report on the Nationality of Women" (PDF). 7th Conference of American Republics, Montevideo, December 1933. Washington, D.C.: لجنة البلدان الأمريكية للمرأة. مؤرشف من الأصل (PDF) في 2025-06-12 – عبر Alexander Street Press: Women and Social Movements.
- Wyler، Marcus (1949). "The Development of the Brazilian Constitution (1891-1946)". Journal of Comparative Legislation and International Law. Cambridge, Cambridgeshire: مطبعة جامعة كامبريدج. ج. 31 ع. 3–4: 53–60. ISSN:1479-5949. JSTOR:754245. OCLC:5544668423. مؤرشف من الأصل في 2025-07-03. اطلع عليه بتاريخ 2020-12-27.
- "Convention on the Nationality of Women (Inter-American); December 26, 1933". Avalon Project. New Haven, Connecticut: كلية ييل للحقوق. 26 ديسمبر 1933. مؤرشف من الأصل في 2020-12-27. اطلع عليه بتاريخ 2020-12-27.
- "Decreto Nº 21.076, de 24 de fevereiro de 1932" [Decree No. 21,076, of 24 February 1932]. Portal da Câmara dos Deputados (بالبرتغالية). Brasília: Câmara dos Deputados. 24 Feb 1932. Archived from the original on 2020-11-24. Retrieved 2020-12-29.